# Сиромалабарска католичка црква
Сиромалабарска католичка црква или Црква малабарских сиријских католика (сиријски: ܥܕܬܐ ܩܬܘܠܝܩܝ ܕܡܠܒܪ ܣܘܪܝܝܐ, транскрибовано: Едта Катхолики Д'Малабар Сурјаја; латински: Ecclesia Syrorum-Malabarensium, буквално: „Црква малабарских Сиријаца“), је источнокатоличка велика архиепископска црква са седиштем у Керали, Индија. То је аутономна (на латинском, sui iuris) одређена црква у пуној заједници са папом и Kатоличком црквом, са самоуправом према Закону o канонима источних цркава. На челу цркве је поглавар са титулом Митрополит и Капија целе Индије, велики архиепископ Џорџ кардинал Аленчери. Сиромалабарски епископски синод, који канонски сазива и којим председава велики архиепсикоп, представља врховну власт цркве. Сиромалабарски је префикс скован од речи сиријски, јер црква користи литургију источносиријског обреда и Малабар, што је историјско име модерне Керале. Име се користи у службеним ватиканским документима од деветнаестог века.
Сиромалабарска црква је највећа међу хришћанима апостола Томе са преко 4 милиона верника и води порекло од мисионарске активности апостола Томе у 1. веку. Најраније забележено хришћанско присуство у Индији датира из 4. века, када су је персијски мисионари традиције источносиријског обреда, припадници цркве која је касније постала Црква Истока, основали у данашњој Керали и Шри Ланки. Црква Истока је делила је заједницу са Великом црквом (католичанство, православље и оријентално православље) све до Ефеског сабора у 5. веку, док се касније одвојила пре свега због разлика у христологији и због политичких разлога. Сиромалабарска црква користи индијску варијанту Литургије светих Адаја и Марија која припада источносиријском обреду историјске Цркве Истока, која датира из Едесе из 3. века. Као таква, део је сиријског хришћанства по литургији и наслеђу. После раскола 1552. године, фракција Цркве Истока ступила је у везу са Светом столицом у Риму (Халдејска католичка црква) а Црква Истока се уршила због унутрашњих борби. На синоду у Диамперу 1599. године, Малабарска црква је била подређена директно власти Латинске католичке архипепископије Падроадо из Гое и језуитима. После полувековне администрације под Гоа надбискупијом, дисиденти су дали заклетву Кунан крста 1653. Овом заклетвом су томини хришћани одбацили потчињеност језуитима, католичкој хијерархији и португалску доминацију у духовним и световним стварима. Као одговор, папа Александар VII је, уз помоћ реда босоногих кармелићана, до 1662. успео да поново сједини већину незадовољника са Католичком црквом. Сиромалабарска црква потиче од ове хијерархије источносиријског обреда која је обновила заједницу са Светом столицом под вођством Мар Паливеетил Чандија. Према путопису Пареммаккал Томе Катханара под називом Вартхаманаппустхакама (датиран у 1790. годину), ова црква је тада била позната као Маланкарска црква (Маланкаре Сабха).
После више од два века под јурисдикцијом Латинске цркве, папа Лав XIII је 1887. године у потпуности одвојио Сирамалабаре од Латинске цркве, успостављањем два апостолска викаријата, Трисур и Чанганасери, а 1896. године успостављен је и викаријат Ернакулам, под вођством аутохтоних сиромалабарских епископа. Сиромалабарска црква је у ствари постала аутономна sui iuris источна црква у оквиру католичке заједнице. Католичанство у Сиромалабарској цркви јединствено је по томе што је прихватило традиционалне хиндуистичке обичаје који чине саставни део традиционалне индијске културе. Учењак и теолог Плацид Подипара описује ову цркву као „хиндуистичку (индијску) у култури, хришћанску (католичку) у религији и оријенталну (источносиријски обред) у богослужењу“. Верници су претежно из малајалске етничке групе која говори малајалам, иако постоји мањина Тамила, Телуга и Северних Индијаца из различитих епархија изван Керале. Након емиграције њених чланова, основане су епархије у другим деловима Индије и у другим земљама да би служиле малајалској дијаспори која живи у западном свету. Постоје четири епархије изван Индије, концентрисане у земљама енглеског говорног подручја као што су Аустралија, Канада, Велика Британија и САД. Света Алфонса је прва канонизована светица цркве, а следе је света Куријакосе Чавара, света Еуфрасија и света Марија Терезија. Иако су  део источне цркве, чланови су због латинизације често колоквијално познати као римокатолици или римокатолички сиријски хришћанин у држави Керала. То је једна од две источнокатоличке цркве у Индији, друга је сиромаланкарска католичка црква која представља фракцију Маланкарске цркве која је 1930. године ступила у потпуну заједницу са Светом столицом у Риму.